# Hervormde Kerk (Bovenkarspel)
De Nederlands Hervormde kerk was een protestantse kerk van de Nederlandse Hervormde Kerk in Bovenkarspel, Noord-Holland. De kerk bevond zich op de hoek van de Hoofdstraat en de Broekerhavenweg. Naast de kerk stond de bijbehorende protestantse school.

## Architectuur
Het kerkgebouw uit 1828 was een karakteristiek voorbeeld van de protestantse kerkarchitectuur. Het bakstenen gebouw had neoclassicistische en neogotische invloeden en beschikte over een prominente kerktoren met een slanke spits. Het houten interieur had een eenvoudige maar elegante inrichting, waaronder een orgel op een galerij boven de ingang en een houten altaar en kansel.

## Sloop en vervanging
In 1968 is de kerk gesloopt, ondanks haar historische en architectonische waarde, om plaats te maken voor een nieuwe kerk genaamd De Driesprong. Deze modernistische kerk, geïnspireerd door de architectuurtrends van de midden 20e eeuw, had echter een korte levensduur en werd in 2002 gesloten. Na de sluiting werd het gebouw omgevormd tot een woning, waarmee een einde kwam aan de religieuze functie van het pand. Het koororgel, speciaal gefabriceerd voor De Driesprong, is in 2004 overgeplaatst naar de Oude Kerk van Grootebroek.

## Archief

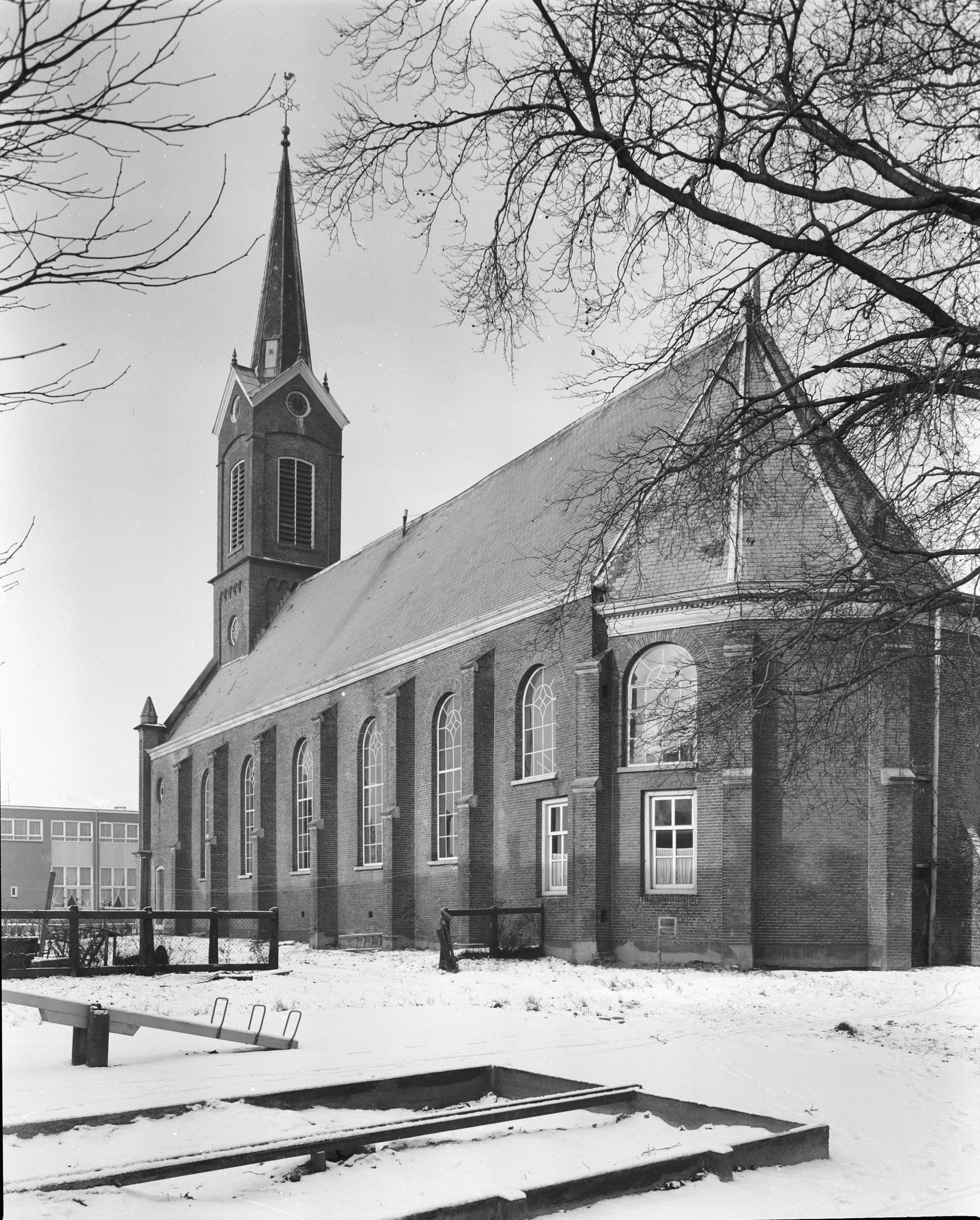
Zijaanzicht van de kerk
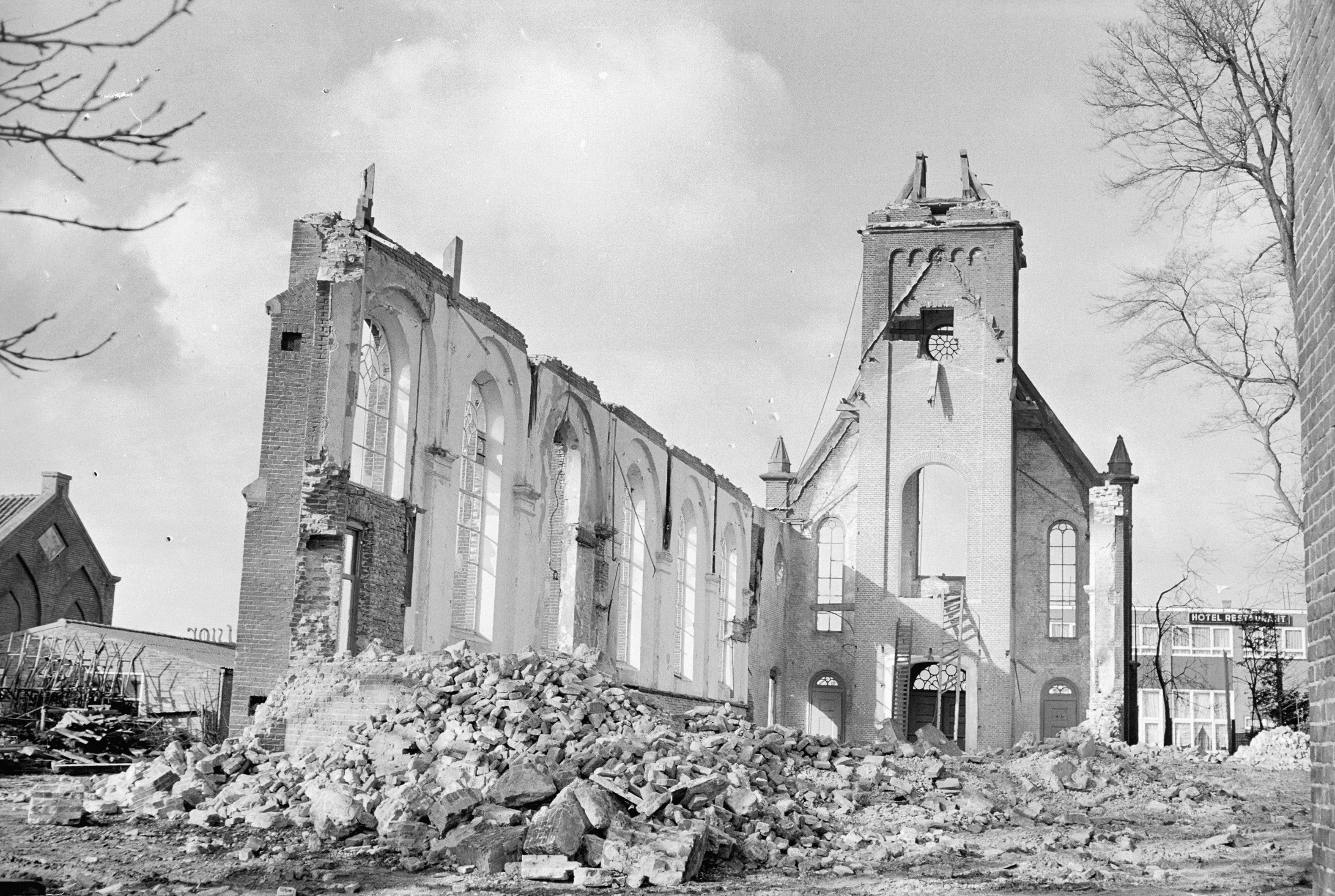
Sloop van de kerk (1968)
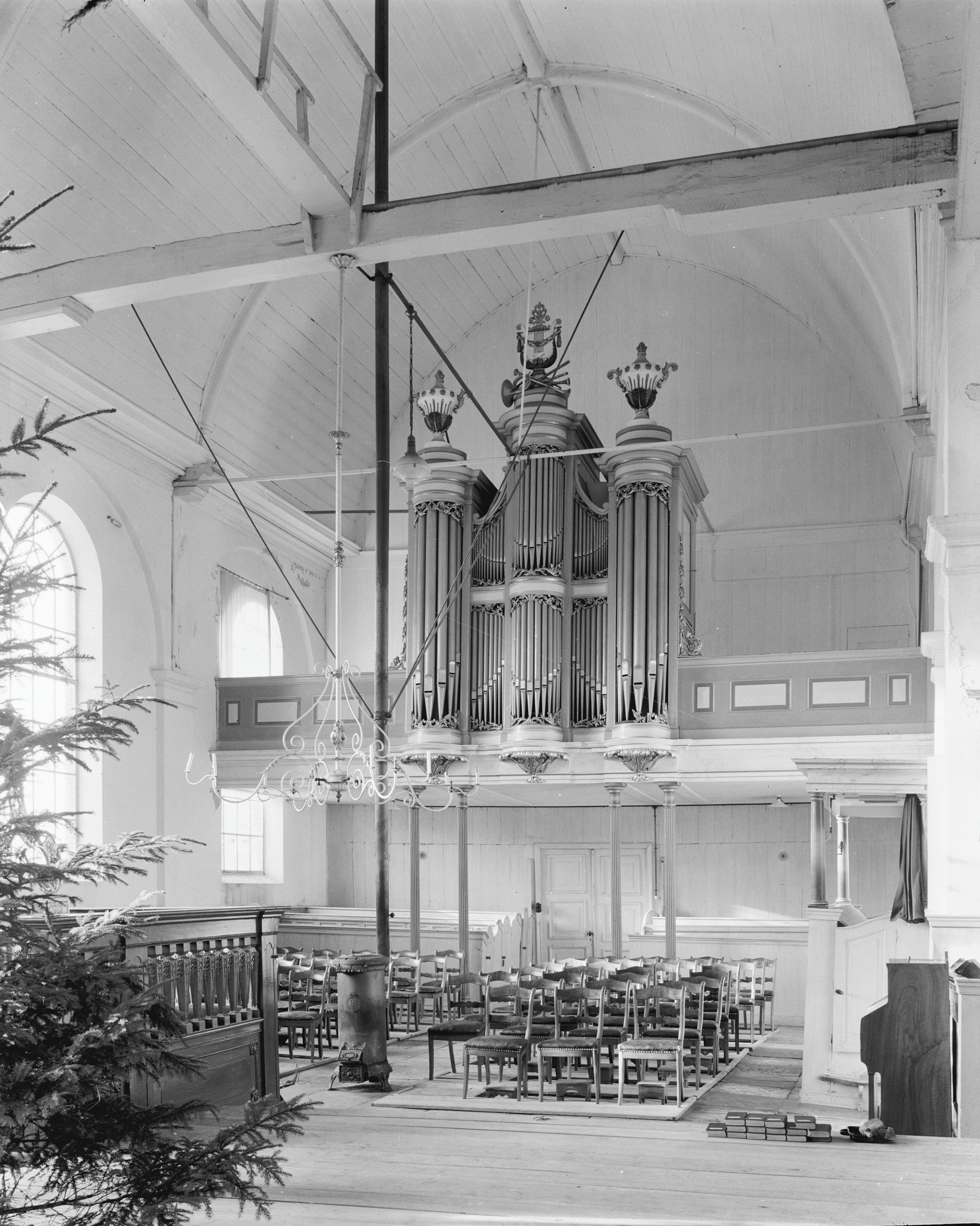
Orgel
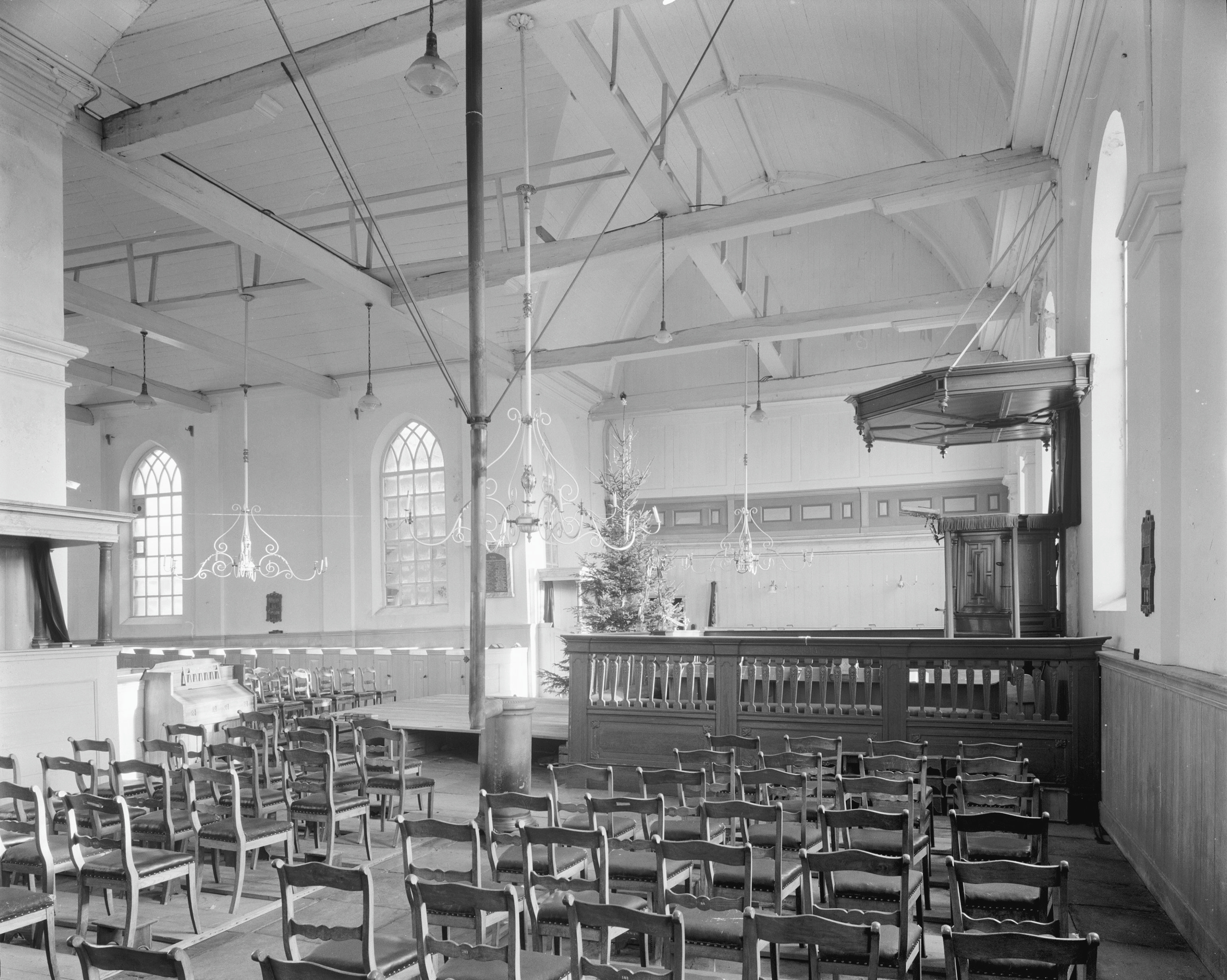
Interieur met kansel
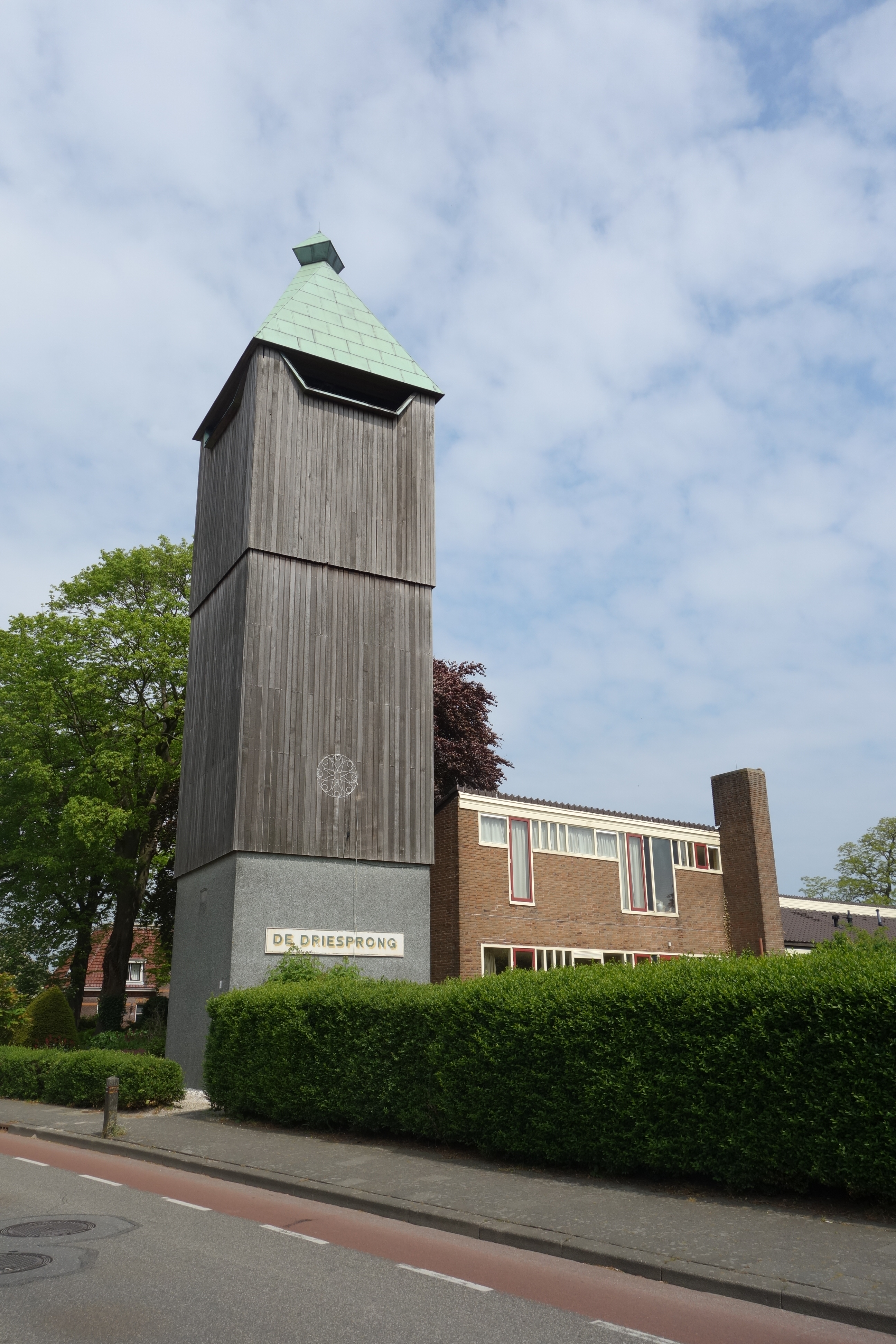
Vervanging 'De Driesprong'